# Rhamphomyia dasycnema
Rhamphomyia dasycnema är en tvåvingeart som beskrevs av Bartak 2002. Rhamphomyia dasycnema ingår i släktet Rhamphomyia och familjen dansflugor.
Artens utbredningsområde är Alberta. Inga underarter finns listade i Catalogue of Life.